# Typhlosyrinx praecipua
Typhlosyrinx praecipua é uma espécie de gastrópode do gênero Typhlosyrinx, pertencente a família Raphitomidae.